# Liste des Canadiens du SOE
La liste suivante donne les noms des Canadiens qui, au cours de la Seconde Guerre mondiale, ont été recrutés par le service secret britannique Special Operations Executive qui les a envoyés en France pour y effectuer des missions clandestines de lutte contre l'occupant et de soutien à la Résistance intérieure française.
- Jean-Paul Archambault
- Guy d'Artois
- Alcide Beauregard
- Joseph Henri Armand Benoit
- Gustave Biéler
- Roger Mark Caza
- Gabriel Chartrand
- François Deniset
- Lucien Dumais
- Paul-Émile Label
- John Macalister
- Pierre Meunier (MI 9)
- Frank Pickersgill
- Roméo Sabourin
- Allyre Sirois
- Marcel Veilleux

Signalons également l'agent suivant qui servait dans l'armée canadienne, bien que de nationalité US :
- Robert Byerly